# Енн Лян
Енн Лян (англ. Ann Liang; кит. Лян Юань; нар. 8 березня 2000) — китайсько-австралійська письменниця. Також стане виконавчою продюсеркою телевізійної екранізації свого роману «Якби ти міг бачити сонце».

## Дитинство та освіта
Енн Лян, уроджена Лян Юань, народилася у Пекіні, Китай, 8 березня 2000 року. Коли їй було п'ять років, переїхала до Австралії, і вчителі дали їй ім'я «Енн», оскільки воно було коротким і легким для запам'ятовування.  У дев'ять років повернулася до Пекіна, переїжджала та навчалась у різних міжнародних школах, зокрема найдовше навчалася у Пекінській міжнародній школі. Також навчалася в англіканській школі для дівчат Корова, яку й закінчила 2017 року.
Лян змалку багато читала й писала. Упродовж усього життя Лян змалку заохочували стати письменницею, але вона не сприймала це серйозно, поки їй не виповнилося одинадцять років. 2016 року вона опублікувала свою першу роботу  «Ескіз досконалості» в антології «Мій перший урок: історії, натхненні Лауріндою», яку уклала Еліс Панг. На момент свого дебюту вона щойно закінчила Мельбурнський університет.

## Кар'єра
2 лютого 2021 року Лян оголосила в Instagram, що дебютує 2022 року з романом для молоді «Якби ти міг бачити сонце». Книжка здобула премію Readings Prize Young Adult Book Prize, була фіналістом премії Aurealis Award за найкращий роман для молоді та була номінована на премію Goodreads Choice Award. 11 жовтня 2022 року, в день прем'єри книжки «Якби ти міг бачити сонце», було оголошено, що телевізійну адаптацію продюсуватиме компанія Bound Entertainment, яка розташована в Сеулі та Лос-Анджелесі, а Лян буде виконавчою продюсеркою.
19 жовтня 2021 року Лян оголосила, що навесні 2023 року випустить другу книжку «Цього разу все по-справжньому».
Третій роман Лянг для підлітків «Сподіваюся, це тебе не знайде» вийшов 6 лютого 2024 року. Він досяг сьомого місця у списку бестселерів New York Times для книжок у твердій палітурці для молоді та був фіналістом премії Queensland Literary Awards Young Adult Book Award.
Дебютний роман Лян для дорослих «Пісня, що зупиняє ріки» вийшов 1 жовтня 2024 року і був обраний до книжкового клубу «Доброго ранку, Америко».
Роман Лян «Я не Джессіка Чен» мав вийти влітку 2024 року, але його перенесли на 2025 рік. 24 серпня 2024 року Лян оголосила про вихід п'ятого роману для молоді «Ніколи не думала, що опинюся тут» у червні 2025 року. У Лян є спін-офф фільму книжки «Якби ти міг побачити сонце» під назвою «Я міг би дати тобі місяць», який вийде 2026 року.

## Стиль письма та теми
Спільною темою книжок Лян є зосередження навколо індивідуального зростання головної героїні, причому перші три книжки розповідають про її головних героїнь, Алісу Сан, Елізу Лін та Седі Вень, учениць старших класів, яким важко заявити про себе. Ще однією з  головних тем є досвід азійської діаспори, причому перші дві – це студенти, які зіткнулися з нерівністю у своїй рідній країні через перебування за кордоном, а другі виросли в англомовній країні. Цих трьох характеризує недостатнє володіння китайською мовою (мандарин).
Дія перших двох книжок Лян відбувається в міжнародних школах, за винятком «Сподіваюся, це тебе не знайде». На це вплинуло її дитинство, оскільки вона навчалася щонайменше у шести різних школах Пекіна. Завдяки різноманітному життєвому досвіду вона також порушує питання класової нерівності та привілеїв, які помічала в оточенні заможних однокласників
Деякі з художніх алюзій Лян — це китайські медіа, як-то дорами загального користування, та музика, як-то дискографія Тейлор Свіфт, причому останню використано як відсилання для створення настрою в кожній зі сцен.
Лян називає авторів Р. Ф. Куанга та Хлої Ґонґ своїм натхненням, а також серії «Голодні ігри» та «Зруйнуй мене».

## Особисте життя
У неї є молодша сестра Алісса, про яку згадується в її книжках. В інтерв'ю вона заявила, що її китайське ім'я є поєднанням імен її батьків.
Окрім англійської, Лян вільно володіє мандаринською мовою. В інтерв'ю виданню Penguin Books Australia вона заявила, що проходила стажування в китайській новинній компанії у сфері розваг, яке також стало натхненням для написання роману «Цього разу все по-справжньому».

### Антології
- Панг, Еліс . «Мій перший урок: історії, натхненні Лауріндою». Penguin Books Australia. 2016 рік. ISBN 9781925435252.

## Нагороди
| Рік      | Назва                         | Нагорода                                                                            | Результат | Прим.  |
| -------- | ----------------------------- | ----------------------------------------------------------------------------------- | --------- | ------ |
| 2022 рік | Якби ти міг побачити сонце    | Нагорода Goodreads Choice Award за найкраще молодіжне фентезі та наукову фантастику | Номінація | [ 10 ] |
| 2022 рік | Якби ти міг побачити сонце    | Премія «Ауреаліс» за найкращий роман для підлітків                                  | Фіналіст  | [ 9 ]  |
| 2023 рік | Якби ти міг побачити сонце    | Премія Readings за найкращу книжку для підлітків                                    | Перемога  | [ 8 ]  |
| 2024 рік | Сподіваюся, це тебе не знайде | Премія Квінслендської літературної премії за книжку для молоді                      | Фіналіст  | [ 14 ] |

## Переклади українською
2025 року у видавництві «КСД» вийшов український переклад роману «Пісня, що зупиняє ріки». Перекладачка — Ольга Захарченко.

## Зовнішні посилання
- Офіційний сайт